# Felipe González Morales
Felipe González Morales es un abogado chileno. Fue comisionado de la Comisión Interamericana de Derechos Humanos (CIDH) entre 2008 y 2011, organismo que presidió entre 2010 y 2011 y donde sirvió como Relator sobre Migrantes. En 2017 fue designado como Relator Especial de las Naciones Unidas sobre los derechos humanos de los migrantes, cargo que desempeñó hasta 2023.

## Educación
Felipe González posee una maestría en derecho de la Universidad Americana, Washington D. C., y una en estudios avanzados en derechos humanos de la Universidad Carlos III de Madrid, al igual que un doctorado en derecho en la misma universidad.

## Carrera
Fue fundador y coordinador de la Red Latinoamericana de Clínicas Jurídicas de Derechos Humanos y trabajó para el International Human Rights Law Group (actualmente Global Rights), primero en Washington D. C. y posteriormente en Santiago de Chile.
En 2007, durante el 37º período ordinario de sesiones de la Asamblea General de la Organización de Estados Americanos, fue electo como comisionado de la Comisión Interamericana de Derechos Humanos (CIDH) por un período reglamentario de cuatro años, donde sirvió como presidente entre marzo de 2010 y marzo de 2011 y como Relator sobre Migrantes. Felipe fue reelecto en 2011, siendo comisionado desde el 1 de enero de 2008 hasta el 31 de diciembre de 2015.
González ha sido profesor de derecho internacional de derechos humanos y derecho constitucional en la Universidad Diego Portales de Chile. En dicha universidad fundó y fue director de su Centro de Derechos Humanos, donde entre 2002 y 2006 dirigió la redacción y publicación de un Informe Anual sobre Derechos Humanos en el país. También ha sido profesor en la Academia de Derechos Humanos y Derecho Humanitario en American University. Además, ha sido profesor visitante en la Universidad Carlos III de Madrid, en la Universidad de Wisconsin, en la Universidad de Lund (Suecia), en la Universidad de Deusto y en la Universidad de Alcalá de Henares.
En junio de 2017 fue designado como por el Consejo de Derechos Humanos de las Naciones Unidas como Relator Especial sobre los derechos humanos de los migrantes, cargo que desempeñó hasta junio de 2023.